# Maison Timol
La maison Timol est une maison remarquable de l'île de La Réunion, département et région d'outre-mer français dans le sud-ouest de l'océan Indien. Située dans le centre-ville de Saint-Denis au numéro 32 de la rue de Paris, elle est inscrite à l'inventaire supplémentaire des Monuments historiques depuis le 11 septembre 1990,.